# Michail Osipovič Geršenzon
Michail Osipovič Geršenzon, in russo, Михаил Осипович Гершензон, (Chișinău, 13 luglio 1869 – Mosca, 19 febbraio 1925), è stato uno storico e critico letterario russo.

## Biografia
Nato in una famiglia di origine ebraica, la sua carriera di studi iniziò a Berlino, per proseguire a Mosca, dove si iscrisse alla facoltà di storia e filologia della locale università.
Dimostrò di possedere sia evidenti predisposizioni e capacità filosofiche sia raffinati gusti artistici.
Alcune sue indagini riguardanti Ogarëv, Caadaev e Vladimir Pecerin, costituirono esempi brillanti di studi poetici e filosofici nello stesso tempo.
Prospettive ancora più ampie e profonde raggiunse con l'opera intitolata Istorija molodoj Rossii ("Storia della giovane Russia", 1908), a cui deve gran parte della sua notorietà.
Pubblicò, subito dopo, Griboedovskaja Moskva ("La Mosca di Griboedov").
Dopo la rivoluzione russa del 1905 si accostò al gruppo culturale e politico "Pietre miliari", virando decisamente verso il liberalismo.
Nello stesso tempo proseguì la sua attività letteraria, producendo saggi su Puškin, intitolato Mudrost' Puskina ("La saggezza di Puskin", 1919) e su Turgenev Mecta i mysl' I.S.Turgeneva ("Il sogno e il pensiero di Turgenev", 1919).
Il suo pensiero politico e filosofico maturato in seguito alla rivoluzione d'ottobre si concentrò soprattutto sulla questione dell'intelligencija russa, raggiungendo capacità di analisi molto originali, collocando i problemi della cultura russa su un piano universale.
I due saggi più importanti di questo periodo furono Kljuc very ("La chiave della fede", 1922) e Perepiska iz dvuch uglov ("Corrispondenza da un angolo ad un altro", 1922), scritto assieme al filosofo Vjaceslav Ivanov, con i quali espresse una sua originale idea della fede religiosa, dei problemi dell'umanesimo e della cultura contemporanea.